# Giuseppe Ungaretti
Giuseppe Ungaretti (Alexandria (Egipte), 10 de febrer de 1888 – Milà, 2 de juny de 1970) va ser un poeta italià.

## Vida
De pares italians, va néixer el 10 de febrer de 1888 a Alexandria (Egipte), on la seva família s'havia traslladat perquè el pare treballava en la construcció del canal de Suez. Va estudiar durant dos anys en La Sorbona de París i va col·laborar amb Giovanni Papini i Ardengo Soffici en la revista “Lacerba”. El 1914 va tornar a Itàlia i en esclatar la Primera Guerra Mundial es va enrolar voluntari per compartir la destinació dels seus contemporanis. Va combatre en el Carso (província de Trieste) i després a França. El 1916 va publicar en italià la col·lecció de poesies El port soterrat on reflecteix les seves experiències en la guerra, en la qual s'ha trobat amb la humanitat més pobre, la del dolor quotidià; el 1919 publica una segona col·lecció titulada Alegria de nàufrags en la qual mostra una poesia nova, allunyada de la retòrica i el barroquisme de Gabriele d'Annunzio. Durant la seva estada a París, Ungaretti va freqüentar la companyia del filòsof Henri Bergson. Llegeix a Leopardi, Baudelaire, Nietzsche. La seva obra es coneixerà progressivament a França per les traduccions d'un amic, amb el qual va tenir cada vegada més tracte, el poeta Philippe Jaccottet.
Després de la guerra ja va col·laborar assíduament amb revistes i va treballar després en un ministeri com a professor d'idiomes. El 1933 va publicar Sentiment del temps. Tan sols va obtenir un lloc fix quan, a causa de la seva fama com a poeta, va ser nomenat el 1942 professor a la Universitat de Roma La Sapienza, lloc en el qual es va mantenir fins a 1958. Abans, entre 1936 i 1942, havia estat també professor d'italià a la Universitat de São Paulo (Brasil), període durant el qual va sofrir la pèrdua del seu fill de nou anys.
Entre 1942 i 1961 va publicar una sèrie de poesies titulada La vida d'un home, la qual li converteix al costat d'Eugenio Montale i Salvatore Quasimodo en un dels fundadors i membre destacat de l'escola hermètica italiana.
L'evolució artística d'Ungaretti segueix un itinerari que va del paisatge a la humanitat, a la revelació religiosa, a l'impacte del contacte amb la poderosa naturalesa brasilera, al dolor per la mort del seu fill i a la tornada a Roma al moment en què esclata la Segona Guerra Mundial. Aquests dos últims successos són l'origen del seu llibre El dolor, publicat el 1947. A través de la desesperació, el poeta descobreix la responsabilitat humana i la fragilitat de les seves ambicions. Ungaretti, enmig del pessimisme amb què contempla la tràgica condició humana, troba un missatge d'esperança per als homes.
Els últims vint-i-cinc anys de la seva vida representen un examen crític del passat i traspua una forta ànsia de renovació. Va morir a Milà el 2 de juny de 1970.

## Poesia
En Alegria de nàufrags (l'alegria de qui evita la mort) són evidents les influències franceses i certs ressons crepusculars i futuristes. El valor essencial de la poesia d'Ungaretti no ha de buscar-se només en el seu desenvolupament d'una nova mètrica i una sintaxi diferent, sinó també en la cerca d'un nou valor per a la paraula, reduint-la als seus elements essencials. El poeta destrueix el vers, crea nous ritmes, buscant l'essència de la paraula aïllada. Ungaretti inverteix per tant la tendència dels moviments poètics d'aquell moment: el llenguatge compost dels crepusculars i l'abdicació estilística dels futuristes.
El poeta tendeix a la paraula nua, la paraula pegada a la realitat, amb un estil lliure de les incrustacions literàries i iròniques dels crepusculars i de la semàntica aproximada dels futuristes. Si bé dels primers rebutja l'ambigüitat de la paraula, li atreu la seva concepció de la sintaxi. Dels futuristes descarta la falta d'estil, però preserva d'ells la puresa de la paraula i una certa disposició gràfica dels versos. La novetat d'Ungaretti radica fonamentalment en la recuperació del sentit de la paraula.
Però si bé en Alegria de nàufrags el ritme i la mètrica no s'adapten als esquemes tradicionals, el 1929, abans de la publicació de Sentiment del temps, el poeta apunta ja a una tornada a la tradició italiana, a l'hendecasíl·lab. En l'obra d'Ungaretti estan presents dues constants: la paraula essencial i l'analogia (la relació de comparació entre dues imatges mitjançant la simple juxtaposició, eliminant el nexe comparatiu).
Ungaretti busca l'analogia com a suggestió: en Sentiment del temps (1933), es torna cap a la tradició mètrica i rítmica italiana però mantenint-se intensament analògic. El poeta busca la paraula clara i directa, que faci emergir el sentiment, teixint un discurs que es continua de poema en poema. L'adjectiu es presenta ric de ressonàncies i l'analogia no resta puixança al discurs. Per a Ungaretti, per exemple, el Sena és el riu de la consciència del món, el Serchio (un riu de la Toscana), el de la memòria i el Nil, el de la formació i la primera intuïció de la vida.

## Obres
- El port soterrat (1916).
- Alegria de nàufrags (1919).
- Sentiment del temps (1933).
- El dolor (1947). El dolor. Trad. de Lluís Servera. Vic: Cafè Central-Eumo, 2013.
- La terra promesa (1939).
- Il Taccuino del Vecchio (1960).
- La vida d'un home (1977, on es recull tota la seva poesia).
- L'alegria (L'Allegria, 1931). Trad. de Jordi Domènech. Pròleg d'Haroldo de Campos. Sant Boi de LLobregat: Edicions del Mall, 1985.